# Ngũ Tử Tư
Ngũ Tử Tư (tiếng Trung: 伍子胥; bính âm: Wŭ Zisu, ? - 484 TCN), tên thật là Viên (员), biểu tự Tử Tư (子胥), là một đại phu nước Sở, sau trở thành tướng quốc nước Ngô thời Xuân Thu trong lịch sử Trung Quốc.
Do bất hòa với nước Sở, Ngũ Tử Tư lánh nạn sang nước Ngô, được Ngô Hạp Lư trọng dụng, về sau chính ông dẫn quân Ngô đánh bại nước Sở, vang danh một thời. Ông còn giúp Ngô quốc trấn áp nước Tấn, nước Tề ở phương Bắc, đàn áp nước Việt ở phương Nam, trở thành một danh tướng lừng lẫy thời Xuân Thu. Về sau, vua Ngô là Phù Sai không còn tín nhiệm ông nữa, lại bị gian thần Bá Hi sàm ngôn mà ban chết. Cái chết của ông kéo theo sự sụp đổ của nước Ngô.

## Thân thế
Ngũ Viên (tức Tử Tư) vốn là người nước Sở, quê ở vùng Hồ Bắc ngày nay. Tổ tiên của ông là Ngũ Cử (伍舉), danh thần dưới thời Sở Trang vương, có nhiều danh vọng ở nước Sở.
Cha ông là Ngũ Xa (伍奢), Thái phó của Thái tử Kiến nước Sở. Ông còn có người anh là Ngũ Thượng (伍尚). Sử sách còn mô tả ông là một người văn võ song toàn, hình dung khôi ngô tuấn tú, tướng mạo đường đường, quý tướng thật là ngàn năm có một.

## Lâm nạn ở nước Sở
Sở Bình vương có con trưởng là Thái tử Kiến, giao cho Ngũ Xa làm Thái phó, Phí Vô Cực làm thiếu phó, dạy học cho thái tử. Sở Bình vương lại lấy con gái nước Tần cho thái tử Kiến, sai Phí Vô Cực hộ tống. Sau khi rước con gái vua Tần là Bá Doanh về nước thì Sở Bình vương lại say mê Bá Doanh, giữ lại làm vợ mình, sau sinh ra công tử Trân. Từ đó Phí Vô Cực được vào hầu Sở Bình vương.
Phí Vô Cực sau khi vào hầu Sở Bình vương, lại gièm pha thái tử Kiến. Sở Bình vương tin theo, đày thái tử ra huyện Thành Phụ, để phòng bị ở biên giới.
Năm 522 TCN, Phí Vô Cực lại tâu Thái tử có ý làm phản. Sở Bình vương bèn mời Ngũ Xa đến để hỏi. Ngũ Xa thẳng thắn khuyên ngăn, lại bị Phí Vô Cực gièm pha nên bị bỏ ngục. Sở Bình vương lại sai Tư Mã Phấn Dương đến giết thái tử. Thái tử Kiến biết được, trốn sang nước Tống.

Sau đó, Phí Vô Cực lại khuyên Sở Bình vương bắt cả hai con của Ngũ Xa. Bình vương bèn bắt Ngũ Xa phải viết thư triệu hai con về. Ngũ Xa bằng lòng viết thư, nhưng đoán rằng Ngũ Thượng là người nhân hậu nên sẽ về, còn Ngũ Viên ngang bướng, sẽ không về. Khi thư đến, Ngũ Thượng muốn về, nhưng Ngũ Viên nói:
"Đại vương gọi hai anh em ta đến không phải là muốn cho cha chúng ta sống mà là sợ có người trốn thoát sau này sẽ gây mối lo cho nên lấy cha chúng ta làm con tin, lừa gọi hai anh em ta đến. Hai anh em ta đến thì cha con đều chết. Cha chúng ta chết, chúng ta đến chỉ làm cho sau này không có ai mà trả thù mà thôi. Vậy nên trốn sang nước khác, mượn quân đánh Sở để trả thù cho cha. Nếu tất cả đều chết thật không làm được việc gì hết."
Ngũ Thượng vẫn không nghe, và khuyên Ngũ Viên mau trốn thoát. Sau đó Ngũ Xa và Ngũ Thượng đều bị giết.

## Lưu lạc sang Ngô
Ngũ Viên nghe tin thế tử Kiến đang ở nước Tống, bèn đi theo sang Tống tìm thế tử. Tuy nhiên vào lúc đó nước Tống cũng xảy ra loạn họ Hoa, họ Hướng. Thái tử Kiến cùng công tử Thành, Hướng Trịnh, Tư Mã Cương và Ngũ Viên phải bỏ trốn sang nước Trịnh.
Đến nước Trịnh, thế tử Kiến được Trịnh Định công trọng đãi. Năm 520 TCN, thái tử Kiến hợp mưu với nước Tấn đánh Trịnh, bị người nước Trịnh giết chết. Ngũ Viên dẫn con của Kiến là Thắng chạy sang nước Ngô. Giữa đường bị bệnh, lại hết tiền, ông đành phải đi ăn xin ngoài đường. Sau cùng ông đến được nước Ngô, yết kiến tướng quốc nước Ngô là công tử Quang, được tin dùng..
Sau đó, Ngũ Viên biết được Công tử Quang có chí cướp ngôi, bèn tiến cử Chuyên Chư lên Công tử Quang. Tháng 4 năm 515 TCN, công tử Quang nhân quân của Ngô vương Liêu ở ngoài, bèn sai Chuyên Chư giả làm người dâng cá, mời Ngô vương đến rồi giết chết. Công tử Quang lên ngôi tức Ngô Hạp Lư. Hạp Lư cho mời Ngũ Viên về tham gia chính sự.

## Đánh Sở báo thù
Năm 512 TCN, Ngũ Viên theo Hạp Lư cùng Tôn Vũ và Bá Hi mang quân đánh nước Sở, diệt đất Thư, giết hai công tử Yểm Dư và Chúc Dung con của Ngô Liêu đã đầu hàng Sở.
Năm 509 TCN, Sở Chiêu vương (con Sở Bình vương, em thái tử Kiến) sai Lệnh doãn là Nang Ngõa cầm quân đánh Ngô. Ngũ Viên đón đánh quân Sở, phá tan quân Sở ở Dự Chương, thừa thắng tiến quân lấy đất Cư Sào.
Năm 506 TCN, nhân vua hai nước Đường, Sái có hiềm khích với Nang Ngõa, Ngũ Viên và Tôn Vũ xin Hạp Lư hợp quân với hai nước đánh Sở. Quân Ngô nhanh chóng tràn vào Dĩnh đô. Sở Chiêu vương phải bỏ chạy đến đất Viên. Quân Ngô tiến vào Dĩnh đô.
Sau khi trở về nước, Ngũ Viên nhớ đến mối thù Sở Bình vương giết cha, bèn đào mộ Bình vương, tự mình đem thi thể ra đánh 300 roi.

Người bạn của Ngũ Viên là Thân Bao Tư ở nước Sở, nghe tin ông đào mộ vua, sai người đến trách. Ngũ Viên nhờ người bảo lại với Thân Bao Tư:
"Tôi trời chiều, đường xa cho nên gặp việc trái với đạo lý cũng cứ làm (nhật mộ đồ viễn, đảo hành nghịch thi)".
Năm 505 TCN, Thân Bao Tư sang nước Tần cầu cứu. Tần Ai công sai quân giúp nước Sở. Cộng thêm lúc đó, em của Hạp Lư là Phu Khái trốn về tự lập làm vua. Hạp Lư buộc phải lui quân, nước Sở được khôi phục.

## Khuyên can Phù Sai
Năm 496 TCN, Hạp Lư bị quân Việt đánh bị thương ở Huề Lý, không lâu sau thì chết. Con là Phù Sai lên nối ngôi.
Phù Sai phong cho Bá Hi làm thái tể. Năm 494 TCN, Phù Sai đem quân đánh nước Việt, đánh bại quân Việt ở đất Phù Tiêu. Đại thần nước Việt là Văn Chủng đem lễ vật đến xin Phù Sai cho giảng hòa. Ngũ Viên can ngăn không nên nhưng Phù Sai không nghe.
Năm 489 TCN, nhân Tề Cảnh công mới mất, Phù Sai định đem quân đánh nước Tề. Ngũ Viên khuyên Phù Sai nên đánh nước Việt trước vì Việt là cái bệnh trong gan trong ruột. Phù Sai không nghe, đem quân lên phía Bắc đánh Tề.

Năm 485 TCN, Phù Sai một lần nữa đánh Tề, Ngũ Viên lại khuyên can. Phù Sai tức giận, sai ông đi sứ sang Tề. Ngũ Tử Tư đoán được sau khi về nước cũng sẽ bị giết, bèn đem con gửi cho đại phu Bão Mục nước Tề, rồi trở về. Sau khi ông về Ngô, thái tể Bá Hi gièm pha, khuyên Phù Sai giết ông. Phù Sai bèn đưa thanh kiếm Trúc Lân cho Ngũ Viên, ép tự tử. Ngũ Viên trước khi chết tin chắc Việt sẽ diệt Ngô, bèn bảo rằng:
"Thế nào cũng phải trồng trên mộ ta một cây tử đề có thể làm quan tài. Hãy móc mắt ta treo trên cửa phía đông của nước Ngô để cho nó thấy giặc Việt vào tiêu diệt nước Ngô."
Rồi tự tử. Phù Sai biết được lời nói của ông, bèn đem thây ông nhét vào túi da ngựa, thả trôi trên sông Giang. Người nước Ngô thương Ngũ Tử Tư lập đền thờ trên sông Giang, nhân gọi nó là Tư Sơn.
Hơn 10 năm sau khi Ngũ Viên qua đời (473 TCN), đúng như lời tiên đoán của ông, Việt Câu Tiễn đem quân tiêu diệt nước Ngô.
Sau đó, người con của thái tử Kiến là Thắng được Ngũ Viên đưa sang Ngô được triệu về nước Sở, làm loạn chiếm ngôi và bị giết.

## Nhận định
Sử ký có dòng nhận xét về Ngũ Tử Tư như sau
- Oán thù đối với người ta thực là thâm độc làm sao. Bậc vua chúa còn không thể làm điều đó đối với bầy tôi, huống gì những người cùng hàng với nhau? Giả sử trước đấy Ngũ Tử Tư cùng chết với Ngũ Xa thì có khác gì con sâu cái kiến? Vì bỏ cái nghĩa nhỏ nên rửa được cái nhục lớn, để danh tiếng lại đời sau. Than ôi! Khi Tử Tư bị khốn quẫn trên sông, ăn xin trên đường cái, cái chí ông ta há phải trong giây phút nào quên thành Sính đâu! Nhịn nhục lập nên công danh, nếu không phải kẻ liệt sĩ thì ai có thể làm việc như vậy?

## Trong Đông Chu Liệt quốc
Trong tiểu thuyết Đông Chu liệt quốc của Phùng Mộng Long, Ngũ Tử Tư xuất hiện từ hồi 71 đến hồi 82. Sự nghiệp của ông nhìn chung được miêu tả giống với sử sách. Ngoài ra, Đông Chu liệt quốc còn kể thêm một câu chuyện hư cấu về Ngũ Viên là câu chuyện Một đêm đầu bạc.
Truyện kể rằng Sở Bình vương do không bắt được ông nên tức giận giết Ngũ Xa và Ngũ Thượng đồng thời đưa quân đi khắp nơi để bắt Ngũ Viên. Do bị truy lùng khắp nơi nên ông đi đến cửa quan định sang nước Ngô mà không qua được. Một đêm nằm suy nghĩ không ngủ được đứng dậy đi đi lại lại trong nhà, nghĩ ngợi đến tận sáng hôm sau thì toàn bộ râu, tóc biến thành trắng xóa. Sau đó ông được người giúp đỡ đưa qua cửa quan sang nước Ngô.

## Văn hóa và điện ảnh
Truyền hình
- 1997: Đông Chu liệt Quốc (phim)
- 2008: Nằm gai nếm mật do 王冰 đóng
- 2010: Cải lương Ngũ Tử Tư Phạt Sở của Đại Nam Production do Vũ Linh, Chí Linh và Trọng Nghĩa đóng